# Montesquieu-Avantès
Montesquieu-Avantès település Franciaországban, Ariège megyében. Lakosainak száma 261 fő (2022. január 1.). Montesquieu-Avantès Camarade, Contrazy, Lescure, Montjoie-en-Couserans és Mauvezin-de-Sainte-Croix községekkel határos.

## Népesség
A település népességének változása:
| Lakosok száma | 323  | 280  | 270  | 226  | 255  | 249  | 245  | 250  | 253  | 261  |
|               | 1968 | 1982 | 1990 | 2006 | 2013 | 2015 | 2017 | 2019 | 2020 | 2022 |